# كي جي مكدانيلز
كي جي مكدانيلز (بالإنجليزية: K. J. McDaniels)‏ مواليد 9 فبراير 1993، هو لاعب كرة سلة أمريكي يلعب مع فريق هيوستن روكتس في الرابطة الوطنية لكرة السلة ويحمل الرقم 32. يبلغ طوله 6 قدم 6 بوصة (2.0 م).

## فرق لعب لها
- فيلادلفيا سفنتي سيكسرز
- هيوستن روكتس

## روابط خارجية
- كي جي مكدانيلز على موقع إن بي أي (الإنجليزية)
- كي جي مكدانيلز على موقع سبورتس رفرنس (الإنجليزية)
- كي جي مكدانيلز على موقع كرة السلة الأوروبية.كوم (الإنجليزية)
- كي جي مكدانيلز على موقع إي إس بي إن.كوم (الإنجليزية)
- كي جي مكدانيلز على موقع كلية كرة السلة في سبورتس رفرنس.كوم (الإنجليزية)
- كي جي مكدانيلز على موقع ريلجم (الإنجليزية)
- كي جي مكدانيلز على موقع بروبوليرز (الإنجليزية)
- كي جي مكدانيلز على موقع سبورتس رفرنس (الإنجليزية)